# 本庄保険金殺人事件
本庄保険金殺人事件（ほんじょうほけんきんさつじんじけん）とは、埼玉県本庄市で発生した保険金殺人事件。単に「本庄事件」「さいたま本庄事件」と呼称されることもある。

## 概説
本庄市内で金融業（街金融）を営む主犯Yは、自身の経営するパブ・スナックのホステスであるT、A、Mの3人に、常連客と偽装結婚をさせた上で薬物を使っての保険金殺人を3度実行させた。うち殺害を免れた第3の事件の被害者が1999年7月にマスコミに告発したことで、保険金殺人疑惑として大きく報道された。
前年に和歌山毒物カレー事件が発生して1年足らずの状況であったため世間の注目は高く、Yは疑惑発覚から逮捕までの約8ヶ月間、自分の店を会場に記者1人に対して3000-6000円の入店料を徴収する有料の記者会見を203回実施し、総額でおよそ1000万円を得るという前代未聞の行動をした。逮捕が近付くにつれて参加者が増え、1999年12月以降はほぼ連日何処かしらの情報番組や夕刊紙、週刊誌で途切れなく取り上げられる事態が続いた。会見の内容は自身の潔白を訴えることが多く、他には記者との雑談やカラオケ、キックボードで走り回ったり、特技の射撃を披露したりなど多岐に渡り、激昂したYが毎日新聞の記者を殴打する暴行事件を起こしたこともあった。
状況証拠は限りなく黒に近かったが、捜査は物証がなく当初難航する。しかし最終的にホステス3人の証言をきっかけに、2000年3月に主犯Yとホステス3人（T・A・M）を偽装結婚による公正証書原本不実記載容疑で逮捕。その後殺人罪や詐欺罪などで起訴した。
Yは2008年に最高裁判決で死刑が確定、2024年現在東京拘置所に収監されているものの未だに再審請求中である。ホステス3人のうち、最も事件に深く関与していたTに無期懲役、AとMにそれぞれ懲役15年と12年の有罪判決が確定しているが、ホステスの証言が警察に誘導されたとして冤罪であると弁護団は主張している。
第1の事件
- 1995年6月、元工員の男性（当時45歳）に対して、「過労死作戦」や「成人病作戦」などと称して、長期にわたって多量のアルコールを飲酒させたり、睡眠不足となるよう仕向けたり、さらには、少量のトリカブトを男性の好物の饅頭やどら焼きに混ぜて一定期間継続的に摂取させ[3]ていた。しかし、一向に男性が衰弱する様子がなかったため、致死量を超えるトリカブトが入ったあんパンを食べさせて殺害。その後、利根川で水死体で発見。保険金3億円が偽装結婚相手のホステスAに払われた。第1の事件の殺人事件では、生命保険会社が主犯Yとホステス3人（T・A・M）に対し保険金返還の民事訴訟を起こし、返還を命じる判決となる。Yの弁護側はこの事件について自殺であると主張していた。

第2の事件
- 1999年5月29日、元パチンコ店員男性（当時61歳）に対し、風邪薬と酒を大量に飲ませて殺害。偽装結婚相手のホステスを受取人とする生命保険として保険金1億7000万円がかけられていた。

第3の事件
- 1999年5月30日、元塗装工の男性（当時38歳）が薬物中毒に陥り一時重体となる。偽装結婚相手のホステスを受取人とする生命保険として9億円の保険金がかけられていたが、体調不良を訴えた男性が入院し、一命を取り留めたことから未遂となり、また意図的なものと察知した男性が「このままでは殺される」とマスコミに告発したことが事件発覚のきっかけとなった。

なお、風邪薬の主成分として使用されているアセトアミノフェン4.8gを酒と伴に服用し、急性肝不全で死亡した事例が1989年に報告されている。

## 関連書籍
- 『週刊新潮』第45巻第42号、新潮社、2000年11月2日、 57-58頁、 NAID 40001694442
- 建脇保『虫けら以下 - 本庄保険金殺人事件の軌跡』太田出版、2001年。ISBN 4872335872。OCLC 166570768。
- 武まゆみ『完全自白 愛の地獄』講談社、2002年。ISBN 4062114100。OCLC 166695264。
- 高野隆、ほか『偽りの記憶 : 「本庄保険金殺人事件」の真相』現代人文社、2004年。ISBN 487798187X。OCLC 170007314。
- 大澤良州『トリカブト 「本庄保険金殺人事件」元捜査一課刑事の回想』宝島社、2019年。